# 大相撲令和3年5月場所
大相撲令和3年5月場所（おおずもうれいわさんねん5がつばしょ）は、2021年（令和3年）5月9日から5月23日までの15日間、東京都墨田区の両国国技館で開催されていた大相撲本場所である。

## 概要
新型コロナウイルス感染症（COVID-19）流行に伴い、先場所の3月場所に続いて、人数制限をかけての開催となった。令和2年7月場所から6場所連続での東京開催となった。
5月場所に関する時系列
- 3月31日 - 夏場所の番付編成会議を開催、王鵬（大嶽部屋）、大翔鵬（追手風部屋）の再十両昇進を決定。
- 4月20日 - 国技館での合同稽古が始まる。
- 4月26日 - 番付発表[1]。同日の理事会で政府による緊急事態宣言発令により、宣言解除の5月11日の3日目までは無観客開催、なお宣言継続の場合は引き続き無観客開催、宣言解除の場合は解除翌日より有観客の予定だったが5月31日まで宣言が延長されたため千秋楽まで一旦は無観客開催を継続としていたが政府の大規模イベントの入場制限の一部緩和に伴って4日目以降を有観客開催で行う[2]。
- 5月7日 - 横綱・白鵬が6場所連続の休場を発表[3]。
- 5月12日 - 西前頭3枚目・千代の国が休場を発表[4]。
- 5月16日 - 東前頭13枚目・明瀬山が休場を発表[5]。
- 5月20日 - 大関・朝乃山が休場を発表[6]。

## 番付・星取表
幕内
| 東方   | 東方      | 東方     | 番付   | 西方     | 西方       | 西方                |
| 備考   | 成績      | 力士名   | 番付   | 力士名   | 成績       | 備考                |
| ------ | --------- | -------- | ------ | -------- | ---------- | ------------------- |
|        | 全休      | 白鵬     | 横綱   |          |            |                     |
|        | 7勝5敗3休 | 朝乃山   | 大関   | 貴景勝   | 12勝3敗    | 優勝同点            |
| カド番 | 9勝6敗    | 正代     | 大関   | 照ノ富士 | 12勝3敗    | 再大関 幕内最高優勝 |
| 再関脇 | 10勝5敗   | 髙安     | 関脇   | 隆の勝   | 5勝10敗    |                     |
|        | 10勝5敗   | 御嶽海   | 小結   | 大栄翔   | 6勝9敗     |                     |
| 技能賞 | 9勝6敗    | 若隆景   | 前頭1  | 北勝富士 | 6勝9敗     |                     |
|        | 8勝7敗    | 明生     | 前頭2  | 翔猿     | 5勝10敗    |                     |
|        | 4勝3敗8休 | 碧山     | 前頭3  | 千代の国 | 0勝4敗11休 |                     |
|        | 6勝9敗    | 霧馬山   | 前頭4  | 妙義龍   | 6勝9敗     |                     |
|        | 7勝8敗    | 豊昇龍   | 前頭5  | 阿武咲   | 7勝8敗     |                     |
|        | 5勝10敗   | 英乃海   | 前頭6  | 逸ノ城   | 9勝6敗     |                     |
|        | 5勝10敗   | 栃ノ心   | 前頭7  | 宝富士   | 7勝8敗     |                     |
|        | 4勝11敗   | 剣翔     | 前頭8  | 遠藤     | 11勝4敗    | 技能賞              |
|        | 7勝8敗    | 志摩ノ海 | 前頭9  | 輝       | 6勝9敗     |                     |
|        | 7勝8敗    | 玉鷲     | 前頭10 | 照強     | 7勝8敗     |                     |
|        | 7勝8敗    | 琴ノ若   | 前頭11 | 千代翔馬 | 8勝7敗     |                     |
|        | 9勝6敗    | 琴恵光   | 前頭12 | 隠岐の海 | 9勝6敗     |                     |
|        | 1勝7敗6休 | 明瀬山   | 前頭13 | 大奄美   | 7勝8敗     |                     |
|        | 全休      | 竜電     | 前頭14 | 千代大龍 | 10勝5敗    |                     |
|        | 9勝6敗    | 魁聖     | 前頭15 | 翠富士   | 全休       |                     |
| 再入幕 | 7勝8敗    | 石浦     | 前頭16 | 千代丸   | 8勝7敗     | 再入幕              |
| 再入幕 | 5勝10敗   | 天空海   | 前頭17 |          |            |                     |

十両
| 東方   | 東方      | 東方     | 番付   | 西方     | 西方    | 西方   |
| 備考   | 成績      | 力士名   | 番付   | 力士名   | 成績    | 備考   |
| ------ | --------- | -------- | ------ | -------- | ------- | ------ |
|        | 5勝10敗   | 炎鵬     | 十両1  | 千代ノ皇 | 11勝4敗 |        |
|        | 11勝4敗   | 德勝龍   | 十両2  | 宇良     | 12勝3敗 |        |
|        | 7勝8敗    | 白鷹山   | 十両3  | 東龍     | 5勝10敗 |        |
|        | 8勝7敗    | 豊山     | 十両4  | 大翔丸   | 4勝11敗 |        |
|        | 7勝8敗    | 琴勝峰   | 十両5  | 貴源治   | 7勝8敗  |        |
|        | 8勝7敗    | 松鳳山   | 十両6  | 佐田の海 | 6勝9敗  |        |
|        | 3勝12敗   | 常幸龍   | 十両7  | 旭秀鵬   | 6勝9敗  |        |
|        | 10勝5敗   | 一山本   | 十両8  | 旭大星   | 9勝6敗  |        |
|        | 9勝6敗    | 若元春   | 十両9  | 美ノ海   | 3勝12敗 |        |
|        | 0勝9敗6休 | 千代鳳   | 十両10 | 水戸龍   | 9勝6敗  |        |
|        | 10勝5敗   | 東白龍   | 十両11 | 貴健斗   | 10勝5敗 |        |
|        | 4勝11敗   | 千代の海 | 十両12 | 翠富士   | 8勝7敗  |        |
| 再十両 | 8勝7敗    | 大翔鵬   | 十両13 | 錦木     | 9勝6敗  |        |
|        | 10勝5敗   | 武将山   | 十両14 | 王鵬     | 8勝7敗  | 再十両 |

※ 赤文字は優勝力士の成績。

## 優勝争い
中日を終えて、全勝が照ノ富士、1敗で貴景勝が追う展開となった。
9日目には、照ノ富士は幕内復帰後連敗をしている髙安に勝利。貴景勝は大栄翔に敗れ2敗に後退し、照ノ富士が後続と星2つ差をつけた。
11日目に、照ノ富士は妙義龍の髷をつかんだとして、反則負けを喫した。この時点で1敗の照ノ富士を2敗の貴景勝と平幕・遠藤が追う展開に変わった。
12日目には、遠藤は琴恵光に敗れ、3敗に後退。
13日目には、照ノ富士は逸ノ城を破り、1敗を守る一方、貴景勝は遠藤に敗れ、3敗に後退。照ノ富士は再び後続と星２つの差をつけた。
14日目に、照ノ富士は遠藤と直接対決、勝てば照ノ富士の優勝が決まるという一番であったが、立ち合いから遠藤の猛攻に押し込まれ、最後は下手投げで敗れ、2敗に後退した。
千秋楽は2敗の照ノ富士と3敗の貴景勝の直接対決、3敗の遠藤は結び前に大関・正代との一番が組まれた。
遠藤は正代に敗れ、4敗に後退し、優勝争いから脱落。結びの一番は貴景勝が照ノ富士を破り、優勝決定戦に持ち込んだ。
決定戦では照ノ富士が貴景勝を突き落としで破り、2場所連続、4回目の優勝を決めた。

## 備考
優勝した照ノ富士は2場所連続の優勝を決めた。連覇は平成30年春場所・夏場所の鶴竜以来のことであった。また、関脇・大関での連覇は戦前の双葉山以来である。
また、大関での優勝は自身初とし、来場所は綱取りとなる。
三賞は技能賞におっつけが評価された若隆景が2場所連続の受賞。
また、終盤に優勝争いを盛り上げた遠藤が技能賞を受賞。
殊勲賞も優勝を条件に受賞となったが、こちらは果たせなかった。
三賞受賞者が技能賞のみなのは、平成25年5月場所以来のことである。